# Môn (langue)
Le môn est une langue parlée :
- En Birmanie : dans la région des deltas qui va de l'est de Rangoon jusqu'à la frontière avec la Thaïlande, où il compte un total d'un peu moins de 750 000 locuteurs (2004),
- En Thaïlande : près de la frontière birmane et dans le bassin du Ménam (provinces de Kanchanaburi, Pathum Thani, Ratchaburi, Surat Thani, Lopburi et Khorat, nord et sud de Bangkok), où le nombre de locuteurs est d'un peu plus de 100 000 (2000).

Si l'on en croit l'épigraphie, la langue môn était en usage dans ces mêmes régions au Xe siècle apr. J.-C.
Le môn fait partie du groupe mônique de la branche môn-khmer de la famille des langues austroasiatiques.

## Phonologie

### Consonnes
Le système des consonnes du môn est résumé dans le tableau ci-dessous :
|               |                | Labiale | Dentale | Alvéo-palatale | Vélaire | Glottale |
| ------------- | -------------- | ------- | ------- | -------------- | ------- | -------- |
| Occlusives    | Sourde         | p       | t       | c              | k       | ʔ        |
| Occlusives    | Sourde aspirée | ph      | th      | ch             | kh      |          |
| Implosives    | Implosives     | b       | p       |                |         |          |
| Fricatives    | Fricatives     |         | s       | ʃ              |         | h        |
| Nasales       | Nasales        | m       | n       | nj             | ŋ       |          |
| Roulées       | Roulées        |         | r/l     |                |         |          |
| Semi-voyelles | Semi-voyelles  | w       |         | j              |         |          |

### Voyelles
Le môn a cinq voyelles :
- /a/
- /e/
- /i/
- /o/
- /u/

### Diphtongues
Le môn a trois types de diphtongues[réf. nécessaire] :
- Semi-voyelles du 1er type : /ui/, /ue/, /uu/, /uo/,
- Semi-voyelles 2e type : /ow/, /ow/, /ey/, /uy/,
- Diphtongues classiques : /iu/, /eu/, /uu/, /ou/, /aw/, /ay/.

## Lexique

### Pronoms

#### Personnels
|              |                                                        |                                                        | Singulier | Pluriel       |
| ------------ | ------------------------------------------------------ | ------------------------------------------------------ | --------- | ------------- |
| 1re personne | 1re personne                                           | 1re personne                                           | ‘ua       | poi, poi taw’ |
| 2e personne  | entre deux femmes, ou entre femme et homme du même âge | entre deux femmes, ou entre femme et homme du même âge | pèh       | pèh taw’      |
| 2e personne  | entre deux hommes du même âge                          | entre deux hommes du même âge                          | cakaw     | cakaw taw’    |
| 2e personne  | à un homme, forme polie                                | à un homme, forme polie                                | manè      | manè taw’     |
| 3e personne  | plus âgée                                              | plus âgée                                              | nyeh      | nyeh taw’     |
| 3e personne  | plus jeune                                             | plus jeune                                             | dè’       | dè’ taw’      |

### Interrogatifs
| Môn                        | Français   |
| -------------------------- | ---------- |
| nyeh kòh…                  | qui ?      |
| mumu’…                     | quoi ?     |
| mu (substantif) ke’kaw-la… | quel ?     |
| (substantif) ke’kaw la…    | quel ?     |
| …la…                       | où, quel ? |
| …’a-la…                    | où ?       |
| tanày la…                  | où?        |
| cha la…                    | quand ?    |
| ‘akoin la…                 | quand ?    |
| mu hat…                    | pourquoi ? |
| muci’…                     | combien ?  |
| pam-la…                    | comment ?  |
| ne’-nua-la…                | comment ?  |

### Cardinaux
Le tableau ci-dessous donne les nombres cardinaux en môn, en khmer, en mường khến et en vietnamien, et leur traduction en français :
| Môn                  | Khmer           | Mường Khến | Vietnamien     | Français    |
| -------------------- | --------------- | ---------- | -------------- | ----------- |
| mòa                  | muy             | mộch       | một            | un          |
| ba                   | py              | hal        | hai, đôi       | deux        |
| poa’                 | bey             | pa         | ba             | trois       |
| pon                  | bounn           | pốn        | bốn            | quatre      |
| masang / masun       | prram           | đăm        | năm            | cinq        |
| karaw / taraw        | prram muy       | kháu       | sáu            | six         |
| thapo’               | prram py        | pảy        | bảy            | sept        |
| tacam / hacam        | prram bey       | thám       | tám            | huit        |
| tacit / hacit        | prram buon      | chín       | chín           | neuf        |
| cao’                 | dhop            | mườl       | mười, chục     | dix         |
| cao’ mòa             | dhop muy        |            | mười một       | onze        |
| cao’ ba              | dhop py         |            | mười hai       | douze       |
| co sang              | dhop prram      |            | mười lăm       | quinze      |
| ba co                | m(a) phey       |            | hai mươi       | vingt       |
| ba co mòa            | m(a)phey muy    |            | hai mươi một   | vingt et un |
| ba co sang/ba co sun | m(a) phey prram |            | hai mươi lăm   | vingt-cinq  |
| poa co sang/sun      | sam syep prram  |            | ba mươi lăm    | trente-cinq |
| masang co/masun co   | ha syep         |            | năm mươi       | cinquante   |
| mòa klom             | muy royh        |            | một trăm       | cent        |
| mòa langèm/mòa ngèm  | muy poan        |            | một nghìn      | mille       |
| mòa la’              | muy meun        |            | mười nghìn     | dix mille   |
| mòa kat              | dhop meun       |            | một trăm nghìn | cent mille  |

On remarque la plus grande proximité entre le môn et le vietnamien qu'entre le môn et le khmer.

## Système verbal

### Flexion
Le verbe môn n'a de flexion ni pour la personne, ni pour le temps :
- ‘ua chen = j'aime, ai aimé, aimerai
- cakaw chen = tu aimes, as aimé, aimeras
- nyeh chen = il/elle aime, a aimé, aimera
- poy taw’ chen = nous aimons, avons aimé, aimerons

etc.

### Temps
Le temps peut se marquer à l'aide d'un adverbe :
- ‘ua kway ‘a phèa = je vais à l'école
- nukanay ‘ua kway ‘a phèa = hier je suis allé à l'école

### Aspect

#### Perfectif
Il est indiqué par la particule toa :

#### Progressif
Il est indiqué par la particule mòng :
- ‘ua ‘a mòng = je suis en train de marcher
- nukanay akhing naw’ ‘ua kway ‘a phèa mòng = hier, à ce moment-là, j'étais en train d'aller à l'école
- (ngoa ye) ‘akhing naw’ ‘ua ‘a phèa mòng = (demain), à ce moment-là, je serai en train d'aller à l'école

Mòng signifie aussi « exister ».

#### Irréel
Les actions non réelles, y compris futures, indiqué par la particule nong :
- (ngoa ye) ‘ua ‘a phèa nong = (demain) je vais à l'école